# مخادیری
مخادیری (به لاتین: Mekhadiri) یک منطقهٔ مسکونی در گرجستان است که در ناحیه گاگرا واقع شده‌است.